# Campeonato Mundial de Natação em Piscina Curta de 2016 - 50 m borboleta masculino
A prova dos 50 metros nado borboleta masculino do Campeonato Mundial de Natação em Piscina Curta de 2016 foi disputado entre 9 e 10 de dezembro no Centro WFCU em Windsor, Canadá.

## Recordes
Antes desta competição, os recordes mundiais e do campeonato nesta prova eram os seguintes:
|                       | Nome            | Nacionalidade | Tempo | Local    | Data                   |
| --------------------- | --------------- | ------------- | ----- | -------- | ---------------------- |
| Recorde mundial       | Steffen Deibler | Alemanha      | 21.80 | Berlim   | 14 de novembro de 2009 |
| Recorde do campeonato | Chad le Clos    | África do Sul | 21.95 | Istambul | 6 de dezembro de 2014  |

## Medalhistas
| Ouro               | Prata             | Bronze             |
| Chad le Clos (RSA) | Tom Shields (USA) | David Morgan (AUS) |

## Resultados

### Eliminatórias
As eliminatórias ocorreram dia 9 de dezembro com um total de 127 nadadores.  
| Colocação | Bateria | Raia | Nome                    | Nacionalidade             | Tempo   | Notas  |
| --------- | ------- | ---- | ----------------------- | ------------------------- | ------- | ------ |
| 1.        | 12      | 5    | Nicholas Santos         | Brasil                    | 22,53   | Q      |
| 2.        | 11      | 3    | Takeshi Kawamoto        | Japão                     | 22,62   | Q      |
| 3.        | 11      | 4    | Aleksandr Popkow        | Rússia                    | 22,68   | Q      |
| 4.        | 12      | 3    | David Morgan            | Austrália                 | 22,69   | Q      |
| 5.        | 9       | 5    | Albert Subirats         | Venezuela                 | 22,75   | Q      |
| 6.        | 13      | 5    | Adam Barrett            | Reino Unido               | 22,76   | Q      |
| 7.        | 11      | 5    | Tom Shields             | Estados Unidos            | 22,79   | Q      |
| 8.        | 13      | 4    | Chad le Clos            | África do Sul             | 22,84   | Q      |
| 9.        | 11      | 0    | Dylan Carter            | Trinidad e Tobago         | 22,85   | Q      |
| 9.        | 13      | 3    | Jauhien Curkin          | Bielorrússia              | 22,85   | Q      |
| 11.       | 8       | 3    | Daniel Carranza         | México                    | 22,89   | Q      |
| 12.       | 13      | 7    | Andrij Chłopcow         | Ucrânia                   | 23,01   | Q      |
| 13.       | 12      | 4    | Andrij Howorow          | Ucrânia                   | 23,07   | Q      |
| 14.       | 13      | 6    | Pawieł Sankowicz        | Bielorrússia              | 23,09   | Q , WD |
| 15.       | 13      | 2    | Daniił Pachomow         | Rússia                    | 23,19   | Q      |
| 16.       | 13      | 8    | Mindaugas Sadauskas     | Lituânia                  | 23,22   | Q      |
| 17.       | 12      | 1    | Miguel Ortiz-Cañavate   | Espanha                   | 23,27   | Q , WD |
| 18.       | 12      | 2    | Li Zhuhao               | China                     | 23,29   | Q      |
| 19.       | 11      | 2    | Riku Pöytäkivi          | Finlândia                 | 23,30   |        |
| 20.       | 10      | 7    | Marius Kusch            | Alemanha                  | 23,39   |        |
| 21.       | 12      | 7    | Bradley Tandy           | África do Sul             | 23,40   |        |
| 22.       | 11      | 7    | Deividas Margevičius    | Lituânia                  | 23,42   |        |
| 23.       | 13      | 0    | Ryan Pini               | Papua-Nova Guiné          | 23,46   |        |
| 24.       | 12      | 9    | Benjamin Hockin         | Paraguai                  | 23,48   |        |
| 25.       | 11      | 1    | Matthew Josa            | Estados Unidos            | 23,49   |        |
| 26.       | 12      | 8    | Jesper Björk            | Suécia                    | 23,62   |        |
| 27.       | 8       | 5    | Nao Horomura            | Japão                     | 23,69   |        |
| 28.       | 13      | 9    | Mislav Sever            | Croácia                   | 23,74   |        |
| 29.       | 10      | 5    | Magnus Jakupsson        | Dinamarca                 | 23,77   |        |
| 30.       | 10      | 1    | Iskender Baslakov       | Turquia                   | 23,81   |        |
| 31.       | 10      | 0    | Justin Plaschka         | Jamaica                   | 23,92   |        |
| 32.       | 10      | 2    | Kristian Golomeev       | Grécia                    | 23,93   |        |
| 33.       | 10      | 9    | Adam Halas              | Eslováquia                | 23,98   |        |
| 34.       | 9       | 8    | Ralph Goveia            | Zâmbia                    | 24,00   |        |
| 35.       | 10      | 4    | Marcos Barale           | Argentina                 | 24,12   |        |
| 36.       | 9       | 3    | Oliver Elliot           | Chile                     | 24,17   |        |
| 36.       | 10      | 3    | Antani Iwanow           | Bulgária                  | 24,17   |        |
| 38.       | 8       | 4    | Bryan Alvarez           | Costa Rica                | 24,20   |        |
| 39.       | 10      | 8    | Ng Chun Nam Derick      | Hong Kong                 | 24,21   |        |
| 40.       | 9       | 1    | Pavel Izbisciuc         | Moldávia                  | 24,23   |        |
| 41.       | 1       | 3    | Yonel Govindin          | França                    | 24,25   |        |
| 42.       | 10      | 6    | Anthony Barbar          | Líbano                    | 24,33   |        |
| 43.       | 1       | 1    | Norbert Trandafir       | Roménia                   | 24,37   |        |
| 44.       | 11      | 9    | Adi Mešetović           | Bósnia e Herzegovina      | 24,39   |        |
| 45.       | 7       | 5    | Mak Ho Lun Raymond      | Hong Kong                 | 24,49   |        |
| 46.       | 5       | 0    | Mackenzie Darragh       | Canadá                    | 24,54   |        |
| 47.       | 7       | 2    | Gabriel Lopes           | Portugal                  | 24,58   |        |
| 48.       | 9       | 7    | Ljupco Angelovski       | Macedônia do Norte        | 24,69   |        |
| 49.       | 9       | 4    | Dylan Koo               | Singapura                 | 24,73   |        |
| 50.       | 1       | 2    | Igor Mogne              | Moçambique                | 24,81   |        |
| 51.       | 9       | 2    | Ivan Cocunubo           | Canadá                    | 24,83   |        |
| 52.       | 8       | 0    | Navaphat Wongcharoen    | Tailândia                 | 24,92   |        |
| 53.       | 8       | 1    | Jhonny Perez            | República Dominicana      | 24,97   |        |
| 54.       | 7       | 1    | Jordy Groters           | Aruba                     | 24,99   |        |
| 55.       | 8       | 6    | Ivo Kunzle Savastano    | Paraguai                  | 25,05   |        |
| 56.       | 7       | 3    | Ivan Soruco             | Bolívia                   | 25,06   |        |
| 56.       | 7       | 8    | João Matias             | Angola                    | 25,06   |        |
| 58.       | 8       | 2    | Sam Seghers             | Papua-Nova Guiné          | 25,19   |        |
| 59.       | 9       | 9    | Adam Allouche           | Líbano                    | 25,21   |        |
| 60.       | 7       | 7    | Issa Mohamed            | Quênia                    | 25,26   |        |
| 61.       | 7       | 9    | Adrian Hoek             | Curaçau                   | 25,28   |        |
| 62.       | 6       | 1    | Noah Al-Khulaifi        | Catar                     | 25,39   |        |
| 63.       | 5       | 8    | Akaki Vashakidze        | Geórgia                   | 25,51   |        |
| 64.       | 7       | 6    | Jean Pierre Monteagudo  | Peru                      | 25,56   |        |
| 65.       | 6       | 5    | Keanan Dols             | Jamaica                   | 25,58   |        |
| 66.       | 6       | 3    | Abdoul Niane            | Quênia                    | 25,67   |        |
| 67.       | 5       | 3    | Hannibal Gaskin         | Guiana                    | 25,71   |        |
| 68.       | 8       | 9    | Sio Ka Kun              | Macau                     | 25,84   |        |
| 69.       | 6       | 2    | Jim Sanderson           | Gibraltar                 | 25,88   |        |
| 69.       | 6       | 6    | Christian Nikles        | Brunei                    | 25,88   |        |
| 71.       | 6       | 4    | Delgerkhuu Myagmar      | Mongólia                  | 25,91   |        |
| 71.       | 6       | 7    | Yeziel Morales Miranda  | Porto Rico                | 25,91   |        |
| 73.       | 6       | 0    | Hilal Hemed Hilal       | Tanzânia                  | 25,96   |        |
| 73.       | 7       | 0    | Stefano Mitchell        | Antígua e Barbuda         | 25,96   |        |
| 75.       | 5       | 2    | Xander Skinner          | Namíbia                   | 25,97   |        |
| 76.       | 6       | 8    | Abdullah Al-Doori       | Iraque                    | 26,00   |        |
| 77.       | 5       | 1    | Mathieu Marquet         | Ilhas Maurícias           | 26,05   |        |
| 78.       | 1       | 6    | Sebastien Kouma         | Mali                      | 26,08   |        |
| 78.       | 1       | 7    | Michael Stafrace        | Malta                     | 26,08   |        |
| 80.       | 5       | 7    | George Jabbour          | Honduras                  | 26,19   |        |
| 81.       | 4       | 2    | Matthew Ives            | Botswana                  | 26,36   |        |
| 82.       | 4       | 4    | Matt Savitz             | Gibraltar                 | 26,47   |        |
| 83.       | 5       | 5    | Vahan Mkhitaryan        | Armênia                   | 26,61   |        |
| 84.       | 5       | 4    | Nuno Rola               | Angola                    | 26,64   |        |
| 85.       | 5       | 6    | Jeremy Lim              | Filipinas                 | 26,74   |        |
| 86.       | 4       | 7    | Rainier Rafaela         | Curaçau                   | 26,76   |        |
| 87.       | 9       | 0    | Teimuraz Kobakhidze     | Geórgia                   | 26,87   |        |
| 88.       | 5       | 9    | Arnold Kisulo           | Uganda                    | 27,35   |        |
| 89.       | 4       | 3    | Andrew Fowler           | Guiana                    | 27,40   |        |
| 89.       | 4       | 5    | Ridhwan Mohamed         | Quênia                    | 27,40   |        |
| 91.       | 2       | 5    | Temaruata Strickland    | Ilhas Cook                | 27,58   |        |
| 91.       | 4       | 6    | Meriton Veliu           | Kosovo                    | 27,58   |        |
| 93.       | 3       | 3    | Nabeel Hatoum           | Palestina                 | 27,63   |        |
| 94.       | 4       | 1    | Mark Hoare              | Essuatíni                 | 28,12   |        |
| 95.       | 4       | 0    | Cruz Halbich            | São Vicente e Granadinas  | 28,49   |        |
| 96.       | 2       | 9    | Salofi Welch            | Marianas Setentrionais    | 28,67   |        |
| 97.       | 3       | 7    | Sergey Sihanouvong      | Laos                      | 28,84   |        |
| 98.       | 2       | 3    | Michael Swift           | Malawi                    | 29,02   |        |
| 99.       | 4       | 9    | Tommy Imazu             | Guam                      | 29,18   |        |
| 100.      | 3       | 2    | Christian Villacrusis   | Marianas Setentrionais    | 29,33   |        |
| 101.      | 1       | 4    | Alassane Seydou Lancina | Níger                     | 29,38   |        |
| 101.      | 3       | 1    | Albarchir Mouctar       | Níger                     | 29,38   |        |
| 103.      | 3       | 6    | Fakhriddin Madkamov     | Tajiquistão               | 29,62   |        |
| 104.      | 1       | 5    | Ismail Adnan            | Maldivas                  | 29,79   |        |
| 105.      | 3       | 4    | Slava Sihanouvong       | Laos                      | 29,81   |        |
| 106.      | 2       | 4    | Dennis Mhini            | Tanzânia                  | 30,45   |        |
| 107.      | 2       | 6    | Pap Jonga               | Gâmbia                    | 30,58   |        |
| 108.      | 3       | 8    | Aaron Defreitas         | São Vicente e Granadinas  | 31,17   |        |
| 109.      | 2       | 1    | Simphiwe Dlamini        | Essuatíni                 | 32,39   |        |
| 110.      | 2       | 0    | Christian Nassif        | República Centro-Africana | 35,88   |        |
| 111. !    | 2       | 2    | Athoumane Athoumane     | Comores                   | 99,99 ! | DNS    |
| 111. !    | 2       | 7    | Saidu Kamara            | Serra Leoa                | 99,99 ! | DNS    |
| 111. !    | 2       | 8    | Koroma Ishmael          | Serra Leoa                | 99,99 ! | DNS    |
| 111. !    | 3       | 0    | Chaoili Aonzoudine      | Comores                   | 99,99 ! | DNS    |
| 111. !    | 3       | 5    | Djalonka Koulibaly      | Guiné                     | 99,99 ! | DNS    |
| 111. !    | 3       | 9    | Mamadou Diallo          | Guiné                     | 99,99 ! | DNS    |
| 111. !    | 4       | 8    | Belly-Cresus Ganira     | Burundi                   | 99,99 ! | DNS    |
| 111. !    | 6       | 9    | Paul Elaisa             | Fiji                      | DNS     |        |
| 111. !    | 7       | 4    | Thibaut Danho           | Costa do Marfim           | 99,99 ! | DNS    |
| 111. !    | 8       | 7    | Meli Malani             | Fiji                      | 99,99 ! | DNS    |
| 111. !    | 8       | 8    | Abeku Jackson           | Gana                      | 99,99 ! | DNS    |
| 111. !    | 9       | 6    | Viktor Bromer           | Dinamarca                 | 99,99 ! | DNS    |
| 111. !    | 11      | 6    | Mehdy Metella           | França                    | 99,99 ! | DNS    |
| 111. !    | 11      | 8    | Artyom Kozlyuk          | Azerbaijão                | 99,99 ! | DNS    |
| 111. !    | 12      | 0    | Jonathan Gomez          | Colômbia                  | 99,99 ! | DNS    |
| 111. !    | 12      | 6    | Jesse Puts              | Países Baixos             | 99,99 ! | DNS    |
| 111. !    | 13      | 1    | Tommaso D'Orsogna       | Austrália                 | 99,99 ! | DNS    |

### Semifinal
A semifinal  ocorreu dia 9 de dezembro. 

#### Semifinal 1
| Colocação | Raia | Nome             | Nacionalidade | Tempo | Notas |
| --------- | ---- | ---------------- | ------------- | ----- | ----- |
| 1.        | 6    | Chad le Clos     | África do Sul | 22,41 | Q     |
| 2.        | 5    | David Morgan     | Austrália     | 22,62 | Q     |
| 3.        | 4    | Takeshi Kawamoto | Japão         | 22,74 | Q     |
| 4.        | 2    | Jauhien Curkin   | Bielorrússia  | 22,82 |       |
| 5.        | 7    | Andrij Chłopcow  | Ucrânia       | 22,88 |       |
| 6.        | 3    | Adam Barrett     | Reino Unido   | 22,92 |       |
| 7.        | 1    | Daniił Pachomow  | Rússia        | 23,00 |       |
| 8.        | 8    | Li Zhuhao        | China         | 23,52 |       |

#### Semifinal 2
| Colocação | Raia | Nome                | Nacionalidade     | Tempo | Nota |
| --------- | ---- | ------------------- | ----------------- | ----- | ---- |
| 1.        | 6    | Tom Shields         | Estados Unidos    | 22,38 | Q    |
| 2.        | 2    | Dylan Carter        | Trinidad e Tobago | 22,53 | Q    |
| 3.        | 5    | Aleksandr Popkow    | Rússia            | 22,69 | Q    |
| 4.        | 1    | Andrij Howorow      | Ucrânia           | 22,70 | Q    |
| 5.        | 3    | Albert Subirats     | Venezuela         | 22,76 | Q    |
| 6.        | 4    | Nicholas Santos     | Brasil            | 22,82 |      |
| 7.        | 8    | Mindaugas Sadauskas | Lituânia          | 22,87 |      |
| 8.        | 7    | Daniel Carranza     | México            | 22,96 |      |

### Final
A final teve sua disputa realizada em 10 de dezembro. 
| Colocação         | Raia | Nome             | Nacionalidade     | Tempo | Notas |
| ----------------- | ---- | ---------------- | ----------------- | ----- | ----- |
| Medalha de ouro   | 5    | Chad le Clos     | África do Sul     | 21,98 |       |
| Medalha de prata  | 4    | Tom Shields      | Estados Unidos    | 22,40 |       |
| Medalha de bronze | 6    | David Morgan     | Austrália         | 22,47 |       |
| 4.                | 7    | Andrij Howorow   | Ucrânia           | 22,55 |       |
| 5.                | 2    | Aleksandr Popkow | Rússia            | 22,56 |       |
| 6.                | 8    | Albert Subirats  | Venezuela         | 22,62 |       |
| 7.                | 3    | Dylan Carter     | Trinidad e Tobago | 22,68 |       |
| 8.                | 1    | Takeshi Kawamoto | Japão             | 22,84 |       |

Legenda
| Recorde mundial       | Recorde mundial (World record)               |                       | Recorde africano                      | Recorde africano (African) |                                           | Q | Classificado por posição (Qualified) |
| Recorde do campeonato | Recorde do campeonato (Championship record)  | Recorde da América    | Recorde da América (Americas)         | q                          | Classificado por melhor tempo (Qualified) |   |                                      |
| Melhor marca do ano   | Melhor marca do ano (World leading)          | Recorde asiático      | Recorde asiático (Asian)              | DNS                        | Não largou (Did not start)                |   |                                      |
| Recorde nacional      | Recorde nacional (National record)           | Recorde europeu       | Recorde europeu (European)            | DNF                        | Não terminou (Did not finish)             |   |                                      |
| Recorde pessoal       | Recorde pessoal do atleta (Personal best)    | Recorde da Oceania    | Recorde da Oceania (Oceania)          | DSQ / DQ                   | Desclassificado (Disqualified)            |   |                                      |
| Recorde da temporada  | Recorde da temporada do atleta (Season best) | Recorde sul-americano | Recorde sul-americano (South America) | NM                         | Sem marca (No mark)                       |   |                                      |